# Заградец (Иванчна Горица)
Заградец (словен. Zagradec) је насељено место у општини Иванчна Горица, Средњесловенска регија, Словенија.

## Историја
До територијалне реорганизације у Словенији био је у саставу старе општине Гросупље.

## Становништво
У попису становништва из 2011. године, Заградец је имао 113 становника.
| Број становника према пописима | Број становника према пописима | Број становника према пописима |
| ------------------------------ | ------------------------------ | ------------------------------ |
| 1991                           | 2002                           | 2011                           |
| 73                             | 99                             | 113                            |

## Галерија
- капелица
- сеоска кућа
- сеоска кућа
- Лехњаков праг на реци Крки
- панорама